# Драгана Стојић
Драгана Стојић (Београд, 9. јун 1960) аутор је књига Kреирање Радости и Твоја Нова Шанса, коаутор књиге Тајна личне трансформације, духовни трагалац, писац, едукатор, води радионице личног развоја, тренер развојних вештина по О.Л.И. методу и трансформациони психодинамски тренер.

## Живот и образовање
Рођена и одрасла у Београду. Основну школу, гимназију и Факултет политичких наука завршава у Београду.
Још у време студирања показује изразиту заинтересованост за писану реч и у то време ради као новинар у часопису „Омладинске новине” и на Студиу Б у омладинској емисији „Млади нови свет”, а након завршетка студија и као новинар информативне редакције јутарњег програма на РТС-у.
Деведесетих година 20. века напустила је новинарство и развија приватни посао. Ипак љубав и потреба за изражавањем кроз писану реч остају и 2016. године издаје своју прву књигу Kреирање Радости (никад није касно остварити своје снове) на тему личног развоја у којој дели своја лична искуства на тему спознаје и духовног раста. Исте године је и коаутор књиге Тајна личне трансформације. Наставља своје даље едукације и истраживања на пољу личног развоја и 2019. године објављује књигу Твоја Нова Шанса (како живети своје врлине) која је јединствена књига на овим просторима о врлинама. Издавач књига је Чигоја штампа.
У својим књигама промовише реализацију људских способности, развој потенцијала, неопходност личног развоја, развојних вештина за постизање осећања испуњености и креације живота. Залаже се за примењену духовност и свесну реализацију самог себе. Сматра да нашу животну радост чини способност за рад и способност за љубав, умеће, мудрост и скуп наших врлина састављених у љубав у себи. Kада се успостави љубав унутар себе могуће је креирати свој свет, породицу, здравље и партнерску љубав.
Њене књиге су мотивација и буђење унутрашње снаге самог читаоца за реализацију жељеног на пољу здравља, партнерства, родитељства, финансија, и међуљудских односа.